# Харьюсаари
Харьюсаари (фин. Harjusaari — «остров-грядка») — небольшой скалистый остров в Ладожском озере. Относится к группе Западных Ладожских шхер. Принадлежит Лахденпохскому району Карелии, Россия.
Длина 1,5 км, ширина 0,6 км.
Остров вытянут с севера на юг, расположен у восточного берега острова Мюкримюксенсари. Полностью покрыт лесом.